# 巴里奥德穆尼奥
巴里奥德穆尼奥，是西班牙卡斯蒂利亚-莱昂布尔戈斯省的一个市镇。总面积4平方公里，总人口33人（2001年），人口密度8人/平方公里。